# Liste des planètes mineures (293001-294000)
Voici la liste des planètes mineures numérotées de 293001 à 294000. Les planètes mineures sont numérotées lorsque leur orbite est confirmée, ce qui peut parfois se produire longtemps après leur découverte. Elles sont classées ici par leur numéro et donc approximativement par leur date de découverte.

## Planètes mineures 293001 à 294000

### 293001-293100
| Nom    | Désignation provisoire | Date de la découverte | Découvreur        |
| ------ | ---------------------- | --------------------- | ----------------- |
| 293001 | 2006 WF20              | 17 novembre 2006      | Mt. Lemmon Survey |
| 293002 | 2006 WS20              | 17 novembre 2006      | Mt. Lemmon Survey |
| 293003 | 2006 WR21              | 17 novembre 2006      | Mt. Lemmon Survey |
| 293004 | 2006 WO24              | 17 novembre 2006      | Mt. Lemmon Survey |
| 293005 | 2006 WT26              | 18 novembre 2006      | CSS               |
| 293006 | 2006 WU27              | 22 novembre 2006      | Yeung, W. K. Y.   |
| 293007 | 2006 WD35              | 16 novembre 2006      | Spacewatch        |
| 293008 | 2006 WW35              | 16 novembre 2006      | Spacewatch        |
| 293009 | 2006 WT36              | 16 novembre 2006      | Spacewatch        |
| 293010 | 2006 WD37              | 16 novembre 2006      | Spacewatch        |
| 293011 | 2006 WV37              | 16 novembre 2006      | Spacewatch        |
| 293012 | 2006 WE38              | 16 novembre 2006      | Spacewatch        |
| 293013 | 2006 WF43              | 16 novembre 2006      | Mt. Lemmon Survey |
| 293014 | 2006 WR43              | 16 novembre 2006      | Mt. Lemmon Survey |
| 293015 | 2006 WN44              | 16 novembre 2006      | Spacewatch        |
| 293016 | 2006 WK48              | 16 novembre 2006      | Spacewatch        |
| 293017 | 2006 WJ50              | 16 novembre 2006      | Mt. Lemmon Survey |
| 293018 | 2006 WX51              | 16 novembre 2006      | Mt. Lemmon Survey |
| 293019 | 2006 WC54              | 16 novembre 2006      | Spacewatch        |
| 293020 | 2006 WV54              | 16 novembre 2006      | Spacewatch        |
| 293021 | 2006 WL55              | 16 novembre 2006      | Spacewatch        |
| 293022 | 2006 WB58              | 17 novembre 2006      | Spacewatch        |
| 293023 | 2006 WQ58              | 17 novembre 2006      | Spacewatch        |
| 293024 | 2006 WS59              | 17 novembre 2006      | Mt. Lemmon Survey |
| 293025 | 2006 WG61              | 17 novembre 2006      | Mt. Lemmon Survey |
| 293026 | 2006 WD62              | 17 novembre 2006      | Spacewatch        |
| 293027 | 2006 WM62              | 17 novembre 2006      | Mt. Lemmon Survey |
| 293028 | 2006 WP69              | 17 novembre 2006      | Mt. Lemmon Survey |
| 293029 | 2006 WV69              | 18 novembre 2006      | Spacewatch        |
| 293030 | 2006 WM74              | 18 novembre 2006      | Spacewatch        |
| 293031 | 2006 WC75              | 18 novembre 2006      | Spacewatch        |
| 293032 | 2006 WC76              | 18 novembre 2006      | Spacewatch        |
| 293033 | 2006 WF81              | 18 novembre 2006      | Spacewatch        |
| 293034 | 2006 WF85              | 18 novembre 2006      | Spacewatch        |
| 293035 | 2006 WC87              | 18 novembre 2006      | LINEAR            |
| 293036 | 2006 WD87              | 18 novembre 2006      | LINEAR            |
| 293037 | 2006 WY87              | 18 novembre 2006      | Mt. Lemmon Survey |
| 293038 | 2006 WF89              | 18 novembre 2006      | Spacewatch        |
| 293039 | 2006 WB94              | 19 novembre 2006      | Spacewatch        |
| 293040 | 2006 WE95              | 19 novembre 2006      | Spacewatch        |
| 293041 | 2006 WL97              | 19 novembre 2006      | Spacewatch        |
| 293042 | 2006 WD98              | 19 novembre 2006      | Spacewatch        |
| 293043 | 2006 WU99              | 19 novembre 2006      | Spacewatch        |
| 293044 | 2006 WA100             | 19 novembre 2006      | CSS               |
| 293045 | 2006 WG100             | 19 novembre 2006      | CSS               |
| 293046 | 2006 WV100             | 19 novembre 2006      | LINEAR            |
| 293047 | 2006 WK102             | 19 novembre 2006      | Spacewatch        |
| 293048 | 2006 WN103             | 19 novembre 2006      | Spacewatch        |
| 293049 | 2006 WT106             | 19 novembre 2006      | CSS               |
| 293050 | 2006 WJ108             | 19 novembre 2006      | Spacewatch        |
| 293051 | 2006 WW109             | 19 novembre 2006      | Spacewatch        |
| 293052 | 2006 WQ114             | 20 novembre 2006      | Spacewatch        |
| 293053 | 2006 WN124             | 22 novembre 2006      | Mt. Lemmon Survey |
| 293054 | 2006 WP127             | 25 novembre 2006      | Mt. Lemmon Survey |
| 293055 | 2006 WG128             | 24 novembre 2006      | Nyukasa           |
| 293056 | 2006 WZ130             | 18 novembre 2006      | CSS               |
| 293057 | 2006 WD133             | 18 novembre 2006      | Spacewatch        |
| 293058 | 2006 WZ144             | 20 novembre 2006      | Spacewatch        |
| 293059 | 2006 WB147             | 20 novembre 2006      | Spacewatch        |
| 293060 | 2006 WD149             | 20 novembre 2006      | Spacewatch        |
| 293061 | 2006 WN149             | 20 novembre 2006      | Spacewatch        |
| 293062 | 2006 WE151             | 21 novembre 2006      | Mt. Lemmon Survey |
| 293063 | 2006 WL153             | 21 novembre 2006      | Mt. Lemmon Survey |
| 293064 | 2006 WT153             | 22 novembre 2006      | Spacewatch        |
| 293065 | 2006 WS156             | 22 novembre 2006      | Mt. Lemmon Survey |
| 293066 | 2006 WP157             | 22 novembre 2006      | CSS               |
| 293067 | 2006 WC159             | 22 novembre 2006      | Spacewatch        |
| 293068 | 2006 WE159             | 22 novembre 2006      | Spacewatch        |
| 293069 | 2006 WW166             | 23 novembre 2006      | Spacewatch        |
| 293070 | 2006 WJ167             | 23 novembre 2006      | Spacewatch        |
| 293071 | 2006 WL167             | 23 novembre 2006      | Spacewatch        |
| 293072 | 2006 WA171             | 23 novembre 2006      | Spacewatch        |
| 293073 | 2006 WC171             | 23 novembre 2006      | Spacewatch        |
| 293074 | 2006 WB173             | 23 novembre 2006      | Spacewatch        |
| 293075 | 2006 WO174             | 23 novembre 2006      | Spacewatch        |
| 293076 | 2006 WP174             | 23 novembre 2006      | Spacewatch        |
| 293077 | 2006 WZ175             | 23 novembre 2006      | Spacewatch        |
| 293078 | 2006 WV176             | 23 novembre 2006      | Mt. Lemmon Survey |
| 293079 | 2006 WF180             | 24 novembre 2006      | Mt. Lemmon Survey |
| 293080 | 2006 WR181             | 24 novembre 2006      | Mt. Lemmon Survey |
| 293081 | 2006 WR182             | 24 novembre 2006      | Spacewatch        |
| 293082 | 2006 WP183             | 25 novembre 2006      | Mt. Lemmon Survey |
| 293083 | 2006 WV188             | 24 novembre 2006      | Spacewatch        |
| 293084 | 2006 WS190             | 25 novembre 2006      | Spacewatch        |
| 293085 | 2006 WD191             | 27 novembre 2006      | Spacewatch        |
| 293086 | 2006 WU191             | 27 novembre 2006      | Spacewatch        |
| 293087 | 2006 WZ193             | 27 novembre 2006      | Spacewatch        |
| 293088 | 2006 WT194             | 28 novembre 2006      | Spacewatch        |
| 293089 | 2006 WK195             | 30 novembre 2006      | Spacewatch        |
| 293090 | 2006 WD198             | 22 novembre 2006      | Mt. Lemmon Survey |
| 293091 | 2006 WK200             | 19 novembre 2006      | Spacewatch        |
| 293092 | 2006 WS201             | 22 novembre 2006      | Mt. Lemmon Survey |
| 293093 | 2006 WF202             | 22 novembre 2006      | Spacewatch        |
| 293094 | 2006 WT202             | 27 novembre 2006      | Spacewatch        |
| 293095 | 2006 XV3               | 13 décembre 2006      | LINEAR            |
| 293096 | 2006 XX3               | 14 décembre 2006      | LINEAR            |
| 293097 | 2006 XE12              | 10 décembre 2006      | Spacewatch        |
| 293098 | 2006 XH12              | 10 décembre 2006      | Spacewatch        |
| 293099 | 2006 XN12              | 10 décembre 2006      | Spacewatch        |
| 293100 | 2006 XZ14              | 10 décembre 2006      | Spacewatch        |

### 293101-293200
| Nom              | Désignation provisoire | Date de la découverte | Découvreur        |
| ---------------- | ---------------------- | --------------------- | ----------------- |
| 293101           | 2006 XZ15              | 10 décembre 2006      | Spacewatch        |
| 293102           | 2006 XU16              | 10 décembre 2006      | Spacewatch        |
| 293103           | 2006 XS17              | 10 décembre 2006      | Spacewatch        |
| 293104           | 2006 XY17              | 10 décembre 2006      | Spacewatch        |
| 293105           | 2006 XF19              | 11 décembre 2006      | Spacewatch        |
| 293106           | 2006 XN21              | 12 décembre 2006      | Spacewatch        |
| 293107           | 2006 XT21              | 12 décembre 2006      | Spacewatch        |
| 293108           | 2006 XC22              | 12 décembre 2006      | Spacewatch        |
| 293109           | 2006 XL22              | 12 décembre 2006      | Spacewatch        |
| 293110           | 2006 XO25              | 12 décembre 2006      | Mt. Lemmon Survey |
| 293111           | 2006 XH26              | 12 décembre 2006      | CSS               |
| 293112           | 2006 XH27              | 13 décembre 2006      | Spacewatch        |
| 293113           | 2006 XA29              | 13 décembre 2006      | Mt. Lemmon Survey |
| 293114           | 2006 XH29              | 13 décembre 2006      | Mt. Lemmon Survey |
| 293115           | 2006 XJ29              | 13 décembre 2006      | Mt. Lemmon Survey |
| 293116           | 2006 XS33              | 11 décembre 2006      | Spacewatch        |
| 293117           | 2006 XK35              | 11 décembre 2006      | Spacewatch        |
| 293118           | 2006 XR35              | 11 décembre 2006      | Spacewatch        |
| 293119           | 2006 XB36              | 11 décembre 2006      | CSS               |
| 293120           | 2006 XF36              | 11 décembre 2006      | Spacewatch        |
| 293121           | 2006 XT36              | 11 décembre 2006      | Spacewatch        |
| 293122           | 2006 XV44              | 13 décembre 2006      | Spacewatch        |
| 293123           | 2006 XC45              | 13 décembre 2006      | Spacewatch        |
| 293124           | 2006 XZ45              | 13 décembre 2006      | LINEAR            |
| 293125           | 2006 XE48              | 13 décembre 2006      | LINEAR            |
| 293126           | 2006 XD49              | 13 décembre 2006      | Mt. Lemmon Survey |
| 293127           | 2006 XW52              | 14 décembre 2006      | LINEAR            |
| 293128           | 2006 XO54              | 15 décembre 2006      | Spacewatch        |
| 293129           | 2006 XC55              | 15 décembre 2006      | LINEAR            |
| 293130           | 2006 XO56              | 13 décembre 2006      | Spacewatch        |
| (293131) Meteora | 2006 XV56              | 15 décembre 2006      | Casulli, V. S.    |
| 293132           | 2006 XW56              | 12 décembre 2006      | CSS               |
| 293133           | 2006 XA60              | 14 décembre 2006      | Spacewatch        |
| 293134           | 2006 XP61              | 15 décembre 2006      | Spacewatch        |
| 293135           | 2006 XX63              | 11 décembre 2006      | LINEAR            |
| 293136           | 2006 XM64              | 12 décembre 2006      | LINEAR            |
| 293137           | 2006 XQ64              | 12 décembre 2006      | LINEAR            |
| 293138           | 2006 XG65              | 12 décembre 2006      | NEAT              |
| 293139           | 2006 XW68              | 12 décembre 2006      | NEAT              |
| 293140           | 2006 XZ68              | 11 décembre 2006      | Spacewatch        |
| 293141           | 2006 XM69              | 13 décembre 2006      | Spacewatch        |
| 293142           | 2006 XQ69              | 15 décembre 2006      | Mt. Lemmon Survey |
| 293143           | 2006 XR72              | 13 décembre 2006      | Mt. Lemmon Survey |
| 293144           | 2006 XS72              | 13 décembre 2006      | Spacewatch        |
| 293145           | 2006 YP1               | 16 décembre 2006      | Mt. Lemmon Survey |
| 293146           | 2006 YR4               | 16 décembre 2006      | Mt. Lemmon Survey |
| 293147           | 2006 YK5               | 17 décembre 2006      | Mt. Lemmon Survey |
| 293148           | 2006 YS5               | 17 décembre 2006      | Mt. Lemmon Survey |
| 293149           | 2006 YT5               | 17 décembre 2006      | Mt. Lemmon Survey |
| 293150           | 2006 YG7               | 20 décembre 2006      | NEAT              |
| 293151           | 2006 YQ8               | 20 décembre 2006      | Mt. Lemmon Survey |
| 293152           | 2006 YM10              | 21 décembre 2006      | LONEOS            |
| 293153           | 2006 YB12              | 22 décembre 2006      | Crni Vrh          |
| 293154           | 2006 YL12              | 20 décembre 2006      | Nyukasa           |
| 293155           | 2006 YX12              | 24 décembre 2006      | Sposetti, S.      |
| 293156           | 2006 YK14              | 25 décembre 2006      | Sposetti, S.      |
| 293157           | 2006 YO15              | 20 décembre 2006      | NEAT              |
| 293158           | 2006 YQ15              | 20 décembre 2006      | NEAT              |
| 293159           | 2006 YW16              | 21 décembre 2006      | Mt. Lemmon Survey |
| 293160           | 2006 YU17              | 22 décembre 2006      | Mt. Lemmon Survey |
| 293161           | 2006 YL20              | 21 décembre 2006      | Spacewatch        |
| 293162           | 2006 YA21              | 21 décembre 2006      | Spacewatch        |
| 293163           | 2006 YP21              | 21 décembre 2006      | Spacewatch        |
| 293164           | 2006 YD25              | 21 décembre 2006      | Spacewatch        |
| 293165           | 2006 YZ26              | 21 décembre 2006      | Spacewatch        |
| 293166           | 2006 YU31              | 21 décembre 2006      | Spacewatch        |
| 293167           | 2006 YC38              | 21 décembre 2006      | Spacewatch        |
| 293168           | 2006 YX41              | 22 décembre 2006      | LINEAR            |
| 293169           | 2006 YN47              | 23 décembre 2006      | Mt. Lemmon Survey |
| 293170           | 2006 YU47              | 24 décembre 2006      | CSS               |
| 293171           | 2006 YT48              | 24 décembre 2006      | Spacewatch        |
| 293172           | 2006 YJ51              | 24 décembre 2006      | Spacewatch        |
| 293173           | 2006 YN51              | 27 décembre 2006      | Mt. Lemmon Survey |
| 293174           | 2006 YY51              | 27 décembre 2006      | Mt. Lemmon Survey |
| 293175           | 2006 YA52              | 27 décembre 2006      | Mt. Lemmon Survey |
| 293176           | 2006 YR52              | 16 décembre 2006      | Spacewatch        |
| 293177           | 2007 AE4               | 8 janvier 2007        | CSS               |
| 293178           | 2007 AV6               | 9 janvier 2007        | Spacewatch        |
| 293179           | 2007 AP10              | 10 janvier 2007       | LINEAR            |
| 293180           | 2007 AY10              | 9 janvier 2007        | Spacewatch        |
| 293181           | 2007 AW11              | 15 janvier 2007       | Spacewatch        |
| 293182           | 2007 AW14              | 10 janvier 2007       | Mt. Lemmon Survey |
| 293183           | 2007 AZ14              | 10 janvier 2007       | Mt. Lemmon Survey |
| 293184           | 2007 AE17              | 15 janvier 2007       | CSS               |
| 293185           | 2007 AK19              | 15 janvier 2007       | LONEOS            |
| 293186           | 2007 AO21              | 15 janvier 2007       | CSS               |
| 293187           | 2007 AR24              | 15 janvier 2007       | CSS               |
| 293188           | 2007 AR25              | 15 janvier 2007       | LONEOS            |
| 293189           | 2007 AS25              | 15 janvier 2007       | CSS               |
| 293190           | 2007 AU28              | 10 janvier 2007       | Mt. Lemmon Survey |
| 293191           | 2007 AX28              | 10 janvier 2007       | Mt. Lemmon Survey |
| 293192           | 2007 AH30              | 9 janvier 2007        | Mt. Lemmon Survey |
| 293193           | 2007 AA31              | 10 janvier 2007       | Mt. Lemmon Survey |
| 293194           | 2007 AC31              | 10 janvier 2007       | Mt. Lemmon Survey |
| 293195           | 2007 BK2               | 16 janvier 2007       | CSS               |
| 293196           | 2007 BR5               | 17 janvier 2007       | CSS               |
| 293197           | 2007 BH6               | 17 janvier 2007       | NEAT              |
| 293198           | 2007 BU6               | 17 janvier 2007       | Spacewatch        |
| 293199           | 2007 BF9               | 17 janvier 2007       | CSS               |
| 293200           | 2007 BO10              | 17 janvier 2007       | NEAT              |

### 293201-293300
| Nom    | Désignation provisoire | Date de la découverte | Découvreur            |
| ------ | ---------------------- | --------------------- | --------------------- |
| 293201 | 2007 BC11              | 17 janvier 2007       | Spacewatch            |
| 293202 | 2007 BC12              | 17 janvier 2007       | Spacewatch            |
| 293203 | 2007 BG13              | 17 janvier 2007       | Spacewatch            |
| 293204 | 2007 BK13              | 17 janvier 2007       | Spacewatch            |
| 293205 | 2007 BO15              | 17 janvier 2007       | Spacewatch            |
| 293206 | 2007 BK17              | 17 janvier 2007       | NEAT                  |
| 293207 | 2007 BX17              | 17 janvier 2007       | Spacewatch            |
| 293208 | 2007 BM18              | 17 janvier 2007       | NEAT                  |
| 293209 | 2007 BD19              | 21 janvier 2007       | LINEAR                |
| 293210 | 2007 BJ20              | 23 janvier 2007       | LONEOS                |
| 293211 | 2007 BX20              | 18 janvier 2007       | NEAT                  |
| 293212 | 2007 BE22              | 24 janvier 2007       | LINEAR                |
| 293213 | 2007 BJ24              | 24 janvier 2007       | Mt. Lemmon Survey     |
| 293214 | 2007 BJ25              | 24 janvier 2007       | Mt. Lemmon Survey     |
| 293215 | 2007 BJ27              | 24 janvier 2007       | CSS                   |
| 293216 | 2007 BY27              | 24 janvier 2007       | Mt. Lemmon Survey     |
| 293217 | 2007 BJ28              | 24 janvier 2007       | Mt. Lemmon Survey     |
| 293218 | 2007 BN35              | 24 janvier 2007       | Mt. Lemmon Survey     |
| 293219 | 2007 BP36              | 24 janvier 2007       | LINEAR                |
| 293220 | 2007 BS37              | 24 janvier 2007       | Mt. Lemmon Survey     |
| 293221 | 2007 BK38              | 24 janvier 2007       | CSS                   |
| 293222 | 2007 BF40              | 24 janvier 2007       | Mt. Lemmon Survey     |
| 293223 | 2007 BN40              | 24 janvier 2007       | Mt. Lemmon Survey     |
| 293224 | 2007 BH42              | 24 janvier 2007       | CSS                   |
| 293225 | 2007 BA50              | 27 janvier 2007       | Spacewatch            |
| 293226 | 2007 BS56              | 24 janvier 2007       | LINEAR                |
| 293227 | 2007 BA58              | 24 janvier 2007       | CSS                   |
| 293228 | 2007 BM59              | 25 janvier 2007       | CSS                   |
| 293229 | 2007 BS60              | 26 janvier 2007       | Spacewatch            |
| 293230 | 2007 BB61              | 27 janvier 2007       | Mt. Lemmon Survey     |
| 293231 | 2007 BS61              | 27 janvier 2007       | Mt. Lemmon Survey     |
| 293232 | 2007 BB63              | 27 janvier 2007       | Mt. Lemmon Survey     |
| 293233 | 2007 BM64              | 27 janvier 2007       | Mt. Lemmon Survey     |
| 293234 | 2007 BR64              | 27 janvier 2007       | Spacewatch            |
| 293235 | 2007 BR67              | 27 janvier 2007       | Mt. Lemmon Survey     |
| 293236 | 2007 BM68              | 27 janvier 2007       | Mt. Lemmon Survey     |
| 293237 | 2007 BQ69              | 27 janvier 2007       | Spacewatch            |
| 293238 | 2007 BY69              | 27 janvier 2007       | Mt. Lemmon Survey     |
| 293239 | 2007 BC71              | 28 janvier 2007       | Mt. Lemmon Survey     |
| 293240 | 2007 BO74              | 17 janvier 2007       | Mt. Lemmon Survey     |
| 293241 | 2007 BH75              | 28 janvier 2007       | Mt. Lemmon Survey     |
| 293242 | 2007 BK75              | 29 janvier 2007       | Spacewatch            |
| 293243 | 2007 BT77              | 28 janvier 2007       | Mt. Lemmon Survey     |
| 293244 | 2007 BD78              | 28 janvier 2007       | Mt. Lemmon Survey     |
| 293245 | 2007 BZ78              | 27 janvier 2007       | Mt. Lemmon Survey     |
| 293246 | 2007 BR80              | 17 janvier 2007       | Spacewatch            |
| 293247 | 2007 BF101             | 27 janvier 2007       | Spacewatch            |
| 293248 | 2007 CS1               | 6 février 2007        | Spacewatch            |
| 293249 | 2007 CU1               | 6 février 2007        | Mt. Lemmon Survey     |
| 293250 | 2007 CW1               | 6 février 2007        | Spacewatch            |
| 293251 | 2007 CF2               | 6 février 2007        | Spacewatch            |
| 293252 | 2007 CO3               | 6 février 2007        | Spacewatch            |
| 293253 | 2007 CE9               | 6 février 2007        | Spacewatch            |
| 293254 | 2007 CZ11              | 6 février 2007        | Spacewatch            |
| 293255 | 2007 CF12              | 6 février 2007        | Spacewatch            |
| 293256 | 2007 CH12              | 6 février 2007        | Mt. Lemmon Survey     |
| 293257 | 2007 CK13              | 7 février 2007        | Mt. Lemmon Survey     |
| 293258 | 2007 CO15              | 5 février 2007        | NEAT                  |
| 293259 | 2007 CL18              | 8 février 2007        | Mt. Lemmon Survey     |
| 293260 | 2007 CE19              | 9 février 2007        | Yeung, W. K. Y.       |
| 293261 | 2007 CX20              | 6 février 2007        | Mt. Lemmon Survey     |
| 293262 | 2007 CJ21              | 6 février 2007        | NEAT                  |
| 293263 | 2007 CR22              | 6 février 2007        | Mt. Lemmon Survey     |
| 293264 | 2007 CO24              | 8 février 2007        | Mt. Lemmon Survey     |
| 293265 | 2007 CW24              | 8 février 2007        | Mt. Lemmon Survey     |
| 293266 | 2007 CJ25              | 8 février 2007        | Spacewatch            |
| 293267 | 2007 CP25              | 9 février 2007        | Spacewatch            |
| 293268 | 2007 CY32              | 6 février 2007        | Mt. Lemmon Survey     |
| 293269 | 2007 CY33              | 6 février 2007        | Mt. Lemmon Survey     |
| 293270 | 2007 CC34              | 6 février 2007        | Mt. Lemmon Survey     |
| 293271 | 2007 CS39              | 6 février 2007        | Mt. Lemmon Survey     |
| 293272 | 2007 CR40              | 7 février 2007        | Spacewatch            |
| 293273 | 2007 CT43              | 8 février 2007        | Spacewatch            |
| 293274 | 2007 CW46              | 8 février 2007        | NEAT                  |
| 293275 | 2007 CZ46              | 8 février 2007        | NEAT                  |
| 293276 | 2007 CJ48              | 10 février 2007       | Mt. Lemmon Survey     |
| 293277 | 2007 CM48              | 10 février 2007       | Mt. Lemmon Survey     |
| 293278 | 2007 CO50              | 9 février 2007        | Spacewatch            |
| 293279 | 2007 CN54              | 14 février 2007       | Lin, C.-S., Ye, Q.-z. |
| 293280 | 2007 CW55              | 13 février 2007       | Mt. Lemmon Survey     |
| 293281 | 2007 CY56              | 15 novembre 2006      | Mt. Lemmon Survey     |
| 293282 | 2007 CZ58              | 10 février 2007       | NEAT                  |
| 293283 | 2007 CV59              | 10 février 2007       | CSS                   |
| 293284 | 2007 CD60              | 10 février 2007       | CSS                   |
| 293285 | 2007 CV63              | 15 février 2007       | CSS                   |
| 293286 | 2007 DM                | 16 février 2007       | Apitzsch, R.          |
| 293287 | 2007 DS1               | 16 février 2007       | Mt. Lemmon Survey     |
| 293288 | 2007 DG4               | 16 février 2007       | Mt. Lemmon Survey     |
| 293289 | 2007 DC7               | 18 février 2007       | LINEAR                |
| 293290 | 2007 DG7               | 17 février 2007       | Mt. Lemmon Survey     |
| 293291 | 2007 DT11              | 16 février 2007       | NEAT                  |
| 293292 | 2007 DU14              | 17 février 2007       | Spacewatch            |
| 293293 | 2007 DL15              | 17 février 2007       | Spacewatch            |
| 293294 | 2007 DT15              | 17 février 2007       | Spacewatch            |
| 293295 | 2007 DK18              | 17 février 2007       | Spacewatch            |
| 293296 | 2007 DR20              | 17 février 2007       | Spacewatch            |
| 293297 | 2007 DL23              | 17 février 2007       | Spacewatch            |
| 293298 | 2007 DD24              | 17 février 2007       | Spacewatch            |
| 293299 | 2007 DT25              | 17 février 2007       | Spacewatch            |
| 293300 | 2007 DP27              | 17 février 2007       | Spacewatch            |

### 293301-293400
| Nom              | Désignation provisoire | Date de la découverte | Découvreur            |
| ---------------- | ---------------------- | --------------------- | --------------------- |
| 293301           | 2007 DX28              | 17 février 2007       | Spacewatch            |
| 293302           | 2007 DD30              | 17 février 2007       | Spacewatch            |
| 293303           | 2007 DY30              | 17 février 2007       | Spacewatch            |
| 293304           | 2007 DV32              | 17 février 2007       | Spacewatch            |
| 293305           | 2007 DQ33              | 17 février 2007       | Spacewatch            |
| 293306           | 2007 DR33              | 17 février 2007       | Spacewatch            |
| 293307           | 2007 DQ37              | 17 février 2007       | Spacewatch            |
| 293308           | 2007 DT37              | 17 février 2007       | Spacewatch            |
| 293309           | 2007 DF39              | 17 février 2007       | Spacewatch            |
| 293310           | 2007 DW40              | 21 février 2007       | Calvin College        |
| 293311           | 2007 DS41              | 16 février 2007       | Mt. Lemmon Survey     |
| 293312           | 2007 DU42              | 17 février 2007       | CSS                   |
| 293313           | 2007 DV44              | 19 février 2007       | Spacewatch            |
| 293314           | 2007 DD45              | 19 février 2007       | Mt. Lemmon Survey     |
| 293315           | 2007 DY46              | 21 février 2007       | LINEAR                |
| 293316           | 2007 DN47              | 21 février 2007       | Mt. Lemmon Survey     |
| 293317           | 2007 DO50              | 17 février 2007       | Spacewatch            |
| 293318           | 2007 DA51              | 17 février 2007       | Spacewatch            |
| 293319           | 2007 DG51              | 17 février 2007       | CSS                   |
| 293320           | 2007 DQ52              | 19 février 2007       | Mt. Lemmon Survey     |
| 293321           | 2007 DV53              | 19 février 2007       | Mt. Lemmon Survey     |
| 293322           | 2007 DC55              | 21 février 2007       | LINEAR                |
| 293323           | 2007 DE58              | 21 février 2007       | Spacewatch            |
| 293324           | 2007 DG58              | 21 février 2007       | Spacewatch            |
| 293325           | 2007 DL58              | 21 février 2007       | Spacewatch            |
| 293326           | 2007 DT63              | 21 février 2007       | Spacewatch            |
| 293327           | 2007 DS65              | 21 février 2007       | LINEAR                |
| 293328           | 2007 DT65              | 21 février 2007       | LINEAR                |
| 293329           | 2007 DG67              | 21 février 2007       | Spacewatch            |
| 293330           | 2007 DZ67              | 21 février 2007       | Spacewatch            |
| 293331           | 2007 DY68              | 21 février 2007       | Spacewatch            |
| 293332           | 2007 DV71              | 21 février 2007       | Spacewatch            |
| 293333           | 2007 DB75              | 21 février 2007       | Spacewatch            |
| 293334           | 2007 DE77              | 22 février 2007       | CSS                   |
| 293335           | 2007 DW79              | 23 février 2007       | Mt. Lemmon Survey     |
| 293336           | 2007 DW86              | 23 février 2007       | Mt. Lemmon Survey     |
| 293337           | 2007 DZ86              | 23 février 2007       | Mt. Lemmon Survey     |
| 293338           | 2007 DK87              | 23 février 2007       | Spacewatch            |
| 293339           | 2007 DD90              | 23 février 2007       | Spacewatch            |
| 293340           | 2007 DH90              | 23 février 2007       | Spacewatch            |
| 293341           | 2007 DM92              | 23 février 2007       | Spacewatch            |
| 293342           | 2007 DR97              | 23 février 2007       | Spacewatch            |
| 293343           | 2007 DW98              | 25 février 2007       | Mt. Lemmon Survey     |
| 293344           | 2007 DM100             | 25 février 2007       | Spacewatch            |
| 293345           | 2007 DD105             | 21 février 2007       | Mt. Lemmon Survey     |
| 293346           | 2007 DG105             | 26 février 2007       | Mt. Lemmon Survey     |
| 293347           | 2007 DP105             | 17 février 2007       | Spacewatch            |
| 293348           | 2007 DW105             | 21 février 2007       | Mt. Lemmon Survey     |
| 293349           | 2007 DS106             | 22 février 2007       | Spacewatch            |
| 293350           | 2007 DX106             | 23 février 2007       | Spacewatch            |
| 293351           | 2007 DH109             | 22 février 2007       | CSS                   |
| 293352           | 2007 DS109             | 19 février 2007       | Mt. Lemmon Survey     |
| 293353           | 2007 DZ109             | 25 février 2007       | Mt. Lemmon Survey     |
| 293354           | 2007 DB110             | 27 février 2007       | Spacewatch            |
| 293355           | 2007 DM110             | 17 février 2007       | Mt. Lemmon Survey     |
| 293356           | 2007 DV111             | 25 février 2007       | Mt. Lemmon Survey     |
| 293357           | 2007 DF113             | 17 février 2007       | Mt. Lemmon Survey     |
| 293358           | 2007 DT115             | 21 février 2007       | Mt. Lemmon Survey     |
| 293359           | 2007 EE                | 7 mars 2007           | Apitzsch, R.          |
| 293360           | 2007 EV1               | 9 mars 2007           | Spacewatch            |
| 293361           | 2007 EN2               | 9 mars 2007           | CSS                   |
| 293362           | 2007 ET2               | 9 mars 2007           | Mt. Lemmon Survey     |
| 293363           | 2007 EX4               | 9 mars 2007           | NEAT                  |
| 293364           | 2007 EQ5               | 9 mars 2007           | Mt. Lemmon Survey     |
| 293365           | 2007 EM7               | 9 mars 2007           | Mt. Lemmon Survey     |
| (293366) Roux    | 2007 EQ9               | 9 mars 2007           | Christophe, B.        |
| 293367           | 2007 EU10              | 9 mars 2007           | Spacewatch            |
| 293368           | 2007 EE11              | 9 mars 2007           | Spacewatch            |
| 293369           | 2007 ER13              | 9 mars 2007           | Mt. Lemmon Survey     |
| 293370           | 2007 EF17              | 9 mars 2007           | Mt. Lemmon Survey     |
| 293371           | 2007 ED18              | 9 mars 2007           | Mt. Lemmon Survey     |
| 293372           | 2007 ER18              | 9 mars 2007           | Lin, C.-S., Ye, Q.-z. |
| 293373           | 2007 ER19              | 10 mars 2007          | Mt. Lemmon Survey     |
| 293374           | 2007 ES20              | 10 mars 2007          | Spacewatch            |
| 293375           | 2007 EU20              | 10 mars 2007          | Spacewatch            |
| 293376           | 2007 EZ20              | 10 mars 2007          | Spacewatch            |
| 293377           | 2007 EN25              | 10 mars 2007          | Mt. Lemmon Survey     |
| 293378           | 2007 EL28              | 9 mars 2007           | NEAT                  |
| 293379           | 2007 EZ29              | 9 mars 2007           | Spacewatch            |
| 293380           | 2007 ER33              | 10 mars 2007          | Mt. Lemmon Survey     |
| 293381           | 2007 EH36              | 11 mars 2007          | LONEOS                |
| 293382           | 2007 EL36              | 11 mars 2007          | LONEOS                |
| (293383) Maigret | 2007 EZ38              | 11 mars 2007          | Christophe, B.        |
| 293384           | 2007 ED41              | 9 mars 2007           | Spacewatch            |
| 293385           | 2007 EV43              | 9 mars 2007           | Spacewatch            |
| 293386           | 2007 EW43              | 9 mars 2007           | Spacewatch            |
| 293387           | 2007 EC44              | 9 mars 2007           | Spacewatch            |
| 293388           | 2007 EV44              | 9 mars 2007           | Mt. Lemmon Survey     |
| 293389           | 2007 EV45              | 9 mars 2007           | Spacewatch            |
| 293390           | 2007 EL46              | 9 mars 2007           | Spacewatch            |
| 293391           | 2007 EE48              | 9 mars 2007           | Spacewatch            |
| 293392           | 2007 ES51              | 11 mars 2007          | Spacewatch            |
| 293393           | 2007 EP53              | 11 mars 2007          | Mt. Lemmon Survey     |
| 293394           | 2007 EE59              | 9 mars 2007           | Mt. Lemmon Survey     |
| 293395           | 2007 EV63              | 10 mars 2007          | Spacewatch            |
| 293396           | 2007 EW64              | 10 mars 2007          | Spacewatch            |
| 293397           | 2007 EZ66              | 10 mars 2007          | Spacewatch            |
| 293398           | 2007 EU68              | 10 mars 2007          | Spacewatch            |
| 293399           | 2007 EB71              | 10 mars 2007          | Spacewatch            |
| 293400           | 2007 EX72              | 10 mars 2007          | Spacewatch            |

### 293401-293500
| Nom                  | Désignation provisoire | Date de la découverte | Découvreur           |
| -------------------- | ---------------------- | --------------------- | -------------------- |
| 293401               | 2007 ED73              | 10 mars 2007          | Spacewatch           |
| 293402               | 2007 EC74              | 10 mars 2007          | Spacewatch           |
| 293403               | 2007 ED74              | 10 mars 2007          | Spacewatch           |
| 293404               | 2007 EN79              | 10 mars 2007          | Spacewatch           |
| 293405               | 2007 EP79              | 10 mars 2007          | Spacewatch           |
| 293406               | 2007 EH82              | 11 mars 2007          | LONEOS               |
| 293407               | 2007 ER82              | 12 mars 2007          | Spacewatch           |
| 293408               | 2007 EU84              | 12 mars 2007          | CSS                  |
| 293409               | 2007 EJ86              | 12 mars 2007          | Spacewatch           |
| 293410               | 2007 EV86              | 13 mars 2007          | CSS                  |
| 293411               | 2007 EE87              | 13 mars 2007          | CSS                  |
| 293412               | 2007 ES89              | 9 mars 2007           | NEAT                 |
| 293413               | 2007 ET94              | 10 mars 2007          | Mt. Lemmon Survey    |
| 293414               | 2007 EW98              | 11 mars 2007          | Spacewatch           |
| 293415               | 2007 EZ99              | 11 mars 2007          | Spacewatch           |
| 293416               | 2007 ED100             | 11 mars 2007          | Spacewatch           |
| 293417               | 2007 EF100             | 11 mars 2007          | Spacewatch           |
| 293418               | 2007 EK105             | 11 mars 2007          | Mt. Lemmon Survey    |
| 293419               | 2007 EM110             | 11 mars 2007          | Spacewatch           |
| 293420               | 2007 EQ111             | 11 mars 2007          | Spacewatch           |
| 293421               | 2007 EV111             | 11 mars 2007          | Spacewatch           |
| 293422               | 2007 EK112             | 11 mars 2007          | Mt. Lemmon Survey    |
| 293423               | 2007 EZ112             | 11 mars 2007          | Spacewatch           |
| 293424               | 2007 EX117             | 13 mars 2007          | Mt. Lemmon Survey    |
| 293425               | 2007 EQ123             | 14 mars 2007          | Mt. Lemmon Survey    |
| 293426               | 2007 EC128             | 9 mars 2007           | Mt. Lemmon Survey    |
| 293427               | 2007 EU131             | 9 mars 2007           | Mt. Lemmon Survey    |
| 293428               | 2007 EP135             | 10 mars 2007          | Mt. Lemmon Survey    |
| 293429               | 2007 EO137             | 11 mars 2007          | Spacewatch           |
| 293430               | 2007 EH142             | 12 mars 2007          | Spacewatch           |
| 293431               | 2007 ET142             | 12 mars 2007          | Spacewatch           |
| 293432               | 2007 EH145             | 12 mars 2007          | Mt. Lemmon Survey    |
| 293433               | 2007 EU149             | 12 mars 2007          | Mt. Lemmon Survey    |
| 293434               | 2007 EM150             | 12 mars 2007          | Mt. Lemmon Survey    |
| 293435               | 2007 EN152             | 12 mars 2007          | Mt. Lemmon Survey    |
| 293436               | 2007 ES152             | 12 mars 2007          | Mt. Lemmon Survey    |
| 293437               | 2007 EB155             | 12 mars 2007          | Spacewatch           |
| 293438               | 2007 EU156             | 12 mars 2007          | Spacewatch           |
| 293439               | 2007 EL157             | 13 mars 2007          | Mt. Lemmon Survey    |
| 293440               | 2007 EX159             | 14 mars 2007          | Mt. Lemmon Survey    |
| 293441               | 2007 EL160             | 14 mars 2007          | Spacewatch           |
| 293442               | 2007 EN164             | 15 mars 2007          | Spacewatch           |
| 293443               | 2007 EX166             | 11 mars 2007          | Mt. Lemmon Survey    |
| 293444               | 2007 ES167             | 13 mars 2007          | Mt. Lemmon Survey    |
| 293445               | 2007 EW168             | 13 mars 2007          | Spacewatch           |
| 293446               | 2007 EJ169             | 13 mars 2007          | Spacewatch           |
| 293447               | 2007 EN169             | 13 mars 2007          | Spacewatch           |
| 293448               | 2007 EA173             | 14 mars 2007          | Spacewatch           |
| 293449               | 2007 EV174             | 14 mars 2007          | Spacewatch           |
| 293450               | 2007 EO178             | 14 mars 2007          | Spacewatch           |
| 293451               | 2007 ET178             | 14 mars 2007          | Spacewatch           |
| 293452               | 2007 EN180             | 14 mars 2007          | Mt. Lemmon Survey    |
| 293453               | 2007 EA184             | 12 mars 2007          | Mt. Lemmon Survey    |
| 293454               | 2007 ET184             | 13 mars 2007          | CSS                  |
| 293455               | 2007 EB191             | 13 mars 2007          | Spacewatch           |
| 293456               | 2007 EW191             | 13 mars 2007          | Spacewatch           |
| 293457               | 2007 EY194             | 15 mars 2007          | Spacewatch           |
| 293458               | 2007 ET195             | 15 mars 2007          | CSS                  |
| 293459               | 2007 ED197             | 15 mars 2007          | Spacewatch           |
| 293460               | 2007 ES197             | 15 mars 2007          | Spacewatch           |
| 293461               | 2007 EB203             | 10 mars 2007          | Spacewatch           |
| 293462               | 2007 ED204             | 10 mars 2007          | Mt. Lemmon Survey    |
| 293463               | 2007 EK205             | 11 mars 2007          | Spacewatch           |
| 293464               | 2007 EN205             | 11 mars 2007          | Spacewatch           |
| 293465               | 2007 EB209             | 14 mars 2007          | Spacewatch           |
| 293466               | 2007 ES209             | 15 mars 2007          | Mt. Lemmon Survey    |
| 293467               | 2007 ED211             | 8 mars 2007           | NEAT                 |
| 293468               | 2007 EE213             | 14 mars 2007          | Siding Spring Survey |
| 293469               | 2007 EV214             | 9 mars 2007           | Spacewatch           |
| 293470               | 2007 EF215             | 11 mars 2007          | CSS                  |
| 293471               | 2007 EB217             | 9 mars 2007           | Mt. Lemmon Survey    |
| 293472               | 2007 EA218             | 9 mars 2007           | Spacewatch           |
| 293473               | 2007 EA220             | 13 mars 2007          | Spacewatch           |
| 293474               | 2007 EN220             | 15 mars 2007          | Mt. Lemmon Survey    |
| 293475               | 2007 ER220             | 11 mars 2007          | Mt. Lemmon Survey    |
| 293476               | 2007 EF221             | 13 mars 2007          | Mt. Lemmon Survey    |
| (293477) Teotihuacan | 2007 FY                | 16 mars 2007          | Casulli, V. S.       |
| 293478               | 2007 FL2               | 16 mars 2007          | CSS                  |
| 293479               | 2007 FE10              | 16 mars 2007          | Spacewatch           |
| 293480               | 2007 FO15              | 18 mars 2007          | Spacewatch           |
| 293481               | 2007 FV17              | 20 mars 2007          | LINEAR               |
| 293482               | 2007 FK18              | 20 mars 2007          | LONEOS               |
| 293483               | 2007 FK24              | 20 mars 2007          | Spacewatch           |
| 293484               | 2007 FH27              | 20 mars 2007          | Mt. Lemmon Survey    |
| 293485               | 2007 FQ27              | 20 mars 2007          | Mt. Lemmon Survey    |
| 293486               | 2007 FA28              | 20 mars 2007          | Mt. Lemmon Survey    |
| 293487               | 2007 FL28              | 20 mars 2007          | Mt. Lemmon Survey    |
| 293488               | 2007 FG30              | 20 mars 2007          | Mt. Lemmon Survey    |
| 293489               | 2007 FS31              | 20 mars 2007          | Spacewatch           |
| 293490               | 2007 FR33              | 25 mars 2007          | Mt. Lemmon Survey    |
| 293491               | 2007 FE37              | 26 mars 2007          | Mt. Lemmon Survey    |
| 293492               | 2007 FP44              | 20 mars 2007          | Spacewatch           |
| 293493               | 2007 FG45              | 20 mars 2007          | Spacewatch           |
| 293494               | 2007 FO46              | 26 mars 2007          | Mt. Lemmon Survey    |
| 293495               | 2007 FN49              | 16 mars 2007          | Mt. Lemmon Survey    |
| 293496               | 2007 FE50              | 26 mars 2007          | Spacewatch           |
| 293497               | 2007 GQ                | 7 avril 2007          | Mt. Lemmon Survey    |
| 293498               | 2007 GJ2               | 9 avril 2007          | Siding Spring Survey |
| (293499) Wolinski    | 2007 GP5               | 14 avril 2007         | Merlin, J.-C.        |
| 293500               | 2007 GS7               | 7 avril 2007          | CSS                  |

### 293501-293600
| Nom    | Désignation provisoire | Date de la découverte | Découvreur               |
| ------ | ---------------------- | --------------------- | ------------------------ |
| 293501 | 2007 GD9               | 8 avril 2007          | Spacewatch               |
| 293502 | 2007 GO10              | 11 avril 2007         | Spacewatch               |
| 293503 | 2007 GR10              | 11 avril 2007         | Spacewatch               |
| 293504 | 2007 GZ12              | 11 avril 2007         | Spacewatch               |
| 293505 | 2007 GR13              | 11 avril 2007         | Spacewatch               |
| 293506 | 2007 GY15              | 11 avril 2007         | Mt. Lemmon Survey        |
| 293507 | 2007 GG19              | 11 avril 2007         | Spacewatch               |
| 293508 | 2007 GU19              | 11 avril 2007         | Spacewatch               |
| 293509 | 2007 GB20              | 11 avril 2007         | Spacewatch               |
| 293510 | 2007 GJ22              | 11 avril 2007         | Mt. Lemmon Survey        |
| 293511 | 2007 GQ29              | 11 avril 2007         | Siding Spring Survey     |
| 293512 | 2007 GW29              | 13 avril 2007         | Siding Spring Survey     |
| 293513 | 2007 GC30              | 14 avril 2007         | Mt. Lemmon Survey        |
| 293514 | 2007 GB31              | 14 avril 2007         | Mt. Lemmon Survey        |
| 293515 | 2007 GE33              | 11 avril 2007         | CSS                      |
| 293516 | 2007 GU34              | 14 avril 2007         | Spacewatch               |
| 293517 | 2007 GY34              | 14 avril 2007         | Spacewatch               |
| 293518 | 2007 GU36              | 14 avril 2007         | Spacewatch               |
| 293519 | 2007 GV37              | 14 avril 2007         | Spacewatch               |
| 293520 | 2007 GP46              | 14 avril 2007         | Spacewatch               |
| 293521 | 2007 GM47              | 14 avril 2007         | Mt. Lemmon Survey        |
| 293522 | 2007 GS48              | 14 avril 2007         | Spacewatch               |
| 293523 | 2007 GL52              | 14 avril 2007         | Spacewatch               |
| 293524 | 2007 GA53              | 14 avril 2007         | Spacewatch               |
| 293525 | 2007 GG53              | 14 avril 2007         | Mt. Lemmon Survey        |
| 293526 | 2007 GX54              | 15 avril 2007         | Spacewatch               |
| 293527 | 2007 GN60              | 15 avril 2007         | Spacewatch               |
| 293528 | 2007 GW60              | 15 avril 2007         | Spacewatch               |
| 293529 | 2007 GB62              | 15 avril 2007         | Spacewatch               |
| 293530 | 2007 GK62              | 15 avril 2007         | CSS                      |
| 293531 | 2007 GR62              | 15 avril 2007         | CSS                      |
| 293532 | 2007 GW64              | 15 avril 2007         | Spacewatch               |
| 293533 | 2007 GX65              | 15 avril 2007         | CSS                      |
| 293534 | 2007 GG68              | 14 avril 2007         | Spacewatch               |
| 293535 | 2007 GK71              | 14 avril 2007         | Spacewatch               |
| 293536 | 2007 HL                | 16 avril 2007         | Ries, W.                 |
| 293537 | 2007 HR1               | 16 avril 2007         | CSS                      |
| 293538 | 2007 HS3               | 17 avril 2007         | CSS                      |
| 293539 | 2007 HD6               | 16 avril 2007         | Mt. Lemmon Survey        |
| 293540 | 2007 HQ6               | 16 avril 2007         | Mt. Lemmon Survey        |
| 293541 | 2007 HS7               | 16 avril 2007         | PMO NEO Survey Program   |
| 293542 | 2007 HR8               | 18 avril 2007         | Mt. Lemmon Survey        |
| 293543 | 2007 HT12              | 16 avril 2007         | CSS                      |
| 293544 | 2007 HN14              | 19 avril 2007         | Spacewatch               |
| 293545 | 2007 HK18              | 16 avril 2007         | Mt. Lemmon Survey        |
| 293546 | 2007 HX20              | 18 avril 2007         | Spacewatch               |
| 293547 | 2007 HB25              | 18 avril 2007         | Spacewatch               |
| 293548 | 2007 HB27              | 18 avril 2007         | Spacewatch               |
| 293549 | 2007 HL27              | 18 avril 2007         | Spacewatch               |
| 293550 | 2007 HE28              | 18 avril 2007         | Mt. Lemmon Survey        |
| 293551 | 2007 HH28              | 18 avril 2007         | Mt. Lemmon Survey        |
| 293552 | 2007 HD31              | 19 avril 2007         | Mt. Lemmon Survey        |
| 293553 | 2007 HJ36              | 19 avril 2007         | Spacewatch               |
| 293554 | 2007 HT36              | 19 avril 2007         | Spacewatch               |
| 293555 | 2007 HT37              | 20 avril 2007         | Spacewatch               |
| 293556 | 2007 HV37              | 20 avril 2007         | Spacewatch               |
| 293557 | 2007 HS38              | 20 avril 2007         | Mt. Lemmon Survey        |
| 293558 | 2007 HC45              | 18 avril 2007         | CSS                      |
| 293559 | 2007 HE46              | 19 avril 2007         | LUSS                     |
| 293560 | 2007 HG48              | 20 avril 2007         | Spacewatch               |
| 293561 | 2007 HK49              | 20 avril 2007         | Spacewatch               |
| 293562 | 2007 HD51              | 20 avril 2007         | Spacewatch               |
| 293563 | 2007 HE52              | 20 avril 2007         | Spacewatch               |
| 293564 | 2007 HL53              | 20 avril 2007         | Spacewatch               |
| 293565 | 2007 HD55              | 22 avril 2007         | Spacewatch               |
| 293566 | 2007 HN57              | 22 avril 2007         | Mt. Lemmon Survey        |
| 293567 | 2007 HE58              | 23 avril 2007         | CSS                      |
| 293568 | 2007 HE64              | 22 avril 2007         | Mt. Lemmon Survey        |
| 293569 | 2007 HE72              | 22 avril 2007         | Spacewatch               |
| 293570 | 2007 HA73              | 22 avril 2007         | Spacewatch               |
| 293571 | 2007 HH73              | 22 avril 2007         | Spacewatch               |
| 293572 | 2007 HP74              | 22 avril 2007         | Spacewatch               |
| 293573 | 2007 HB80              | 24 avril 2007         | Spacewatch               |
| 293574 | 2007 HS81              | 25 avril 2007         | Mt. Lemmon Survey        |
| 293575 | 2007 HY81              | 25 avril 2007         | Spacewatch               |
| 293576 | 2007 HT82              | 22 avril 2007         | Spacewatch               |
| 293577 | 2007 HW82              | 24 avril 2007         | Spacewatch               |
| 293578 | 2007 HO83              | 23 avril 2007         | Spacewatch               |
| 293579 | 2007 HM89              | 23 avril 2007         | CSS                      |
| 293580 | 2007 JA1               | 7 mai 2007            | Spacewatch               |
| 293581 | 2007 JF1               | 7 mai 2007            | Spacewatch               |
| 293582 | 2007 JD2               | 7 mai 2007            | Mt. Lemmon Survey        |
| 293583 | 2007 JM2               | 7 mai 2007            | PMO NEO Survey Program   |
| 293584 | 2007 JV2               | 9 mai 2007            | Hug, G.                  |
| 293585 | 2007 JB3               | 6 mai 2007            | Spacewatch               |
| 293586 | 2007 JA9               | 9 mai 2007            | Mt. Lemmon Survey        |
| 293587 | 2007 JR9               | 10 mai 2007           | Lowe, A.                 |
| 293588 | 2007 JO11              | 7 mai 2007            | Spacewatch               |
| 293589 | 2007 JM16              | 11 mai 2007           | Hoenig, S. F., Teamo, N. |
| 293590 | 2007 JA19              | 9 mai 2007            | Spacewatch               |
| 293591 | 2007 JY25              | 9 mai 2007            | Spacewatch               |
| 293592 | 2007 JE29              | 10 mai 2007           | Mt. Lemmon Survey        |
| 293593 | 2007 JR29              | 11 mai 2007           | Spacewatch               |
| 293594 | 2007 JO30              | 11 mai 2007           | Mt. Lemmon Survey        |
| 293595 | 2007 JS30              | 11 mai 2007           | Mt. Lemmon Survey        |
| 293596 | 2007 JG36              | 10 mai 2007           | Mt. Lemmon Survey        |
| 293597 | 2007 JY36              | 9 mai 2007            | CSS                      |
| 293598 | 2007 JE37              | 10 mai 2007           | Spacewatch               |
| 293599 | 2007 JT38              | 13 mai 2007           | Mt. Lemmon Survey        |
| 293600 | 2007 JV40              | 13 mai 2007           | Spacewatch               |

### 293601-293700
| Nom    | Désignation provisoire | Date de la découverte | Découvreur               |
| ------ | ---------------------- | --------------------- | ------------------------ |
| 293601 | 2007 JX40              | 13 mai 2007           | Spacewatch               |
| 293602 | 2007 JM43              | 13 mai 2007           | Crni Vrh                 |
| 293603 | 2007 JP43              | 9 mai 2007            | Mt. Lemmon Survey        |
| 293604 | 2007 JX43              | 6 mai 2007            | PMO NEO Survey Program   |
| 293605 | 2007 KB                | 16 mai 2007           | Young, J. W.             |
| 293606 | 2007 KL                | 16 mai 2007           | Spacewatch               |
| 293607 | 2007 KT2               | 21 mai 2007           | Hoenig, S. F., Teamo, N. |
| 293608 | 2007 KZ6               | 23 mai 2007           | Broughton, J.            |
| 293609 | 2007 KF8               | 17 mai 2007           | CSS                      |
| 293610 | 2007 LO2               | 8 juin 2007           | Spacewatch               |
| 293611 | 2007 LB4               | 8 juin 2007           | Spacewatch               |
| 293612 | 2007 LS7               | 8 juin 2007           | Spacewatch               |
| 293613 | 2007 LQ8               | 9 juin 2007           | Spacewatch               |
| 293614 | 2007 LS16              | 10 juin 2007          | Spacewatch               |
| 293615 | 2007 LF17              | 10 juin 2007          | Spacewatch               |
| 293616 | 2007 LT24              | 14 juin 2007          | Spacewatch               |
| 293617 | 2007 LK33              | 5 juin 2007           | CSS                      |
| 293618 | 2007 LQ33              | 12 juin 2007          | CSS                      |
| 293619 | 2007 LW36              | 12 juin 2007          | Spacewatch               |
| 293620 | 2007 LP37              | 15 juin 2007          | Spacewatch               |
| 293621 | 2007 MA                | 16 juin 2007          | Hoenig, S. F., Teamo, N. |
| 293622 | 2007 MB                | 16 juin 2007          | Hoenig, S. F., Teamo, N. |
| 293623 | 2007 MD2               | 16 juin 2007          | Spacewatch               |
| 293624 | 2007 MY2               | 16 juin 2007          | Spacewatch               |
| 293625 | 2007 MD4               | 17 juin 2007          | Hug, G.                  |
| 293626 | 2007 MG13              | 22 juin 2007          | LONEOS                   |
| 293627 | 2007 MN19              | 21 juin 2007          | Mt. Lemmon Survey        |
| 293628 | 2007 NE1               | 9 juillet 2007        | Broughton, J.            |
| 293629 | 2007 NW2               | 14 juillet 2007       | Chante-Perdrix           |
| 293630 | 2007 NR3               | 10 juillet 2007       | Broughton, J.            |
| 293631 | 2007 NP5               | 15 juillet 2007       | Hoenig, S. F., Teamo, N. |
| 293632 | 2007 OR2               | 20 juillet 2007       | Hoenig, S. F., Teamo, N. |
| 293633 | 2007 OT3               | 20 juillet 2007       | OAM                      |
| 293634 | 2007 OS4               | 21 juillet 2007       | LUSS                     |
| 293635 | 2007 OG5               | 22 juillet 2007       | Chante-Perdrix           |
| 293636 | 2007 OP6               | 21 juillet 2007       | Broughton, J.            |
| 293637 | 2007 OQ6               | 21 juillet 2007       | Broughton, J.            |
| 293638 | 2007 OR7               | 26 juillet 2007       | Hug, G.                  |
| 293639 | 2007 OU7               | 25 juillet 2007       | Broughton, J.            |
| 293640 | 2007 OX7               | 27 juillet 2007       | Chante-Perdrix           |
| 293641 | 2007 ON9               | 23 juillet 2007       | Crni Vrh                 |
| 293642 | 2007 OS9               | 24 juillet 2007       | Teamo, N.                |
| 293643 | 2007 OS10              | 18 juillet 2007       | Mt. Lemmon Survey        |
| 293644 | 2007 OY10              | 19 juillet 2007       | Mt. Lemmon Survey        |
| 293645 | 2007 PE                | 4 août 2007           | Ferrando, R.             |
| 293646 | 2007 PK                | 5 août 2007           | Chante-Perdrix           |
| 293647 | 2007 PU2               | 7 août 2007           | Broughton, J.            |
| 293648 | 2007 PX2               | 7 août 2007           | Broughton, J.            |
| 293649 | 2007 PJ3               | 6 août 2007           | Siding Spring Survey     |
| 293650 | 2007 PV6               | 9 août 2007           | LINEAR                   |
| 293651 | 2007 PB7               | 5 août 2007           | LINEAR                   |
| 293652 | 2007 PK9               | 12 août 2007          | Ferrando, R.             |
| 293653 | 2007 PL11              | 9 août 2007           | Spacewatch               |
| 293654 | 2007 PS11              | 12 août 2007          | PMO NEO Survey Program   |
| 293655 | 2007 PP12              | 8 août 2007           | LINEAR                   |
| 293656 | 2007 PN13              | 8 août 2007           | LINEAR                   |
| 293657 | 2007 PD14              | 8 août 2007           | LINEAR                   |
| 293658 | 2007 PZ14              | 8 août 2007           | LINEAR                   |
| 293659 | 2007 PC15              | 8 août 2007           | LINEAR                   |
| 293660 | 2007 PD15              | 8 août 2007           | LINEAR                   |
| 293661 | 2007 PT15              | 8 août 2007           | LINEAR                   |
| 293662 | 2007 PW16              | 8 août 2007           | LINEAR                   |
| 293663 | 2007 PA18              | 9 août 2007           | LINEAR                   |
| 293664 | 2007 PL18              | 9 août 2007           | LINEAR                   |
| 293665 | 2007 PV18              | 9 août 2007           | LINEAR                   |
| 293666 | 2007 PA19              | 9 août 2007           | LINEAR                   |
| 293667 | 2007 PD19              | 9 août 2007           | LINEAR                   |
| 293668 | 2007 PW19              | 9 août 2007           | Spacewatch               |
| 293669 | 2007 PK22              | 10 août 2007          | Spacewatch               |
| 293670 | 2007 PV22              | 11 août 2007          | LINEAR                   |
| 293671 | 2007 PX22              | 11 août 2007          | LINEAR                   |
| 293672 | 2007 PA23              | 11 août 2007          | LINEAR                   |
| 293673 | 2007 PH24              | 12 août 2007          | LINEAR                   |
| 293674 | 2007 PC25              | 9 août 2007           | Broughton, J.            |
| 293675 | 2007 PY25              | 8 août 2007           | LINEAR                   |
| 293676 | 2007 PC26              | 10 août 2007          | Spacewatch               |
| 293677 | 2007 PX26              | 7 août 2007           | Palomar                  |
| 293678 | 2007 PH27              | 10 août 2007          | Hoenig, S. F., Teamo, N. |
| 293679 | 2007 PO28              | 14 août 2007          | Ries, W.                 |
| 293680 | 2007 PY30              | 5 août 2007           | LINEAR                   |
| 293681 | 2007 PX31              | 8 août 2007           | LINEAR                   |
| 293682 | 2007 PH33              | 10 août 2007          | Spacewatch               |
| 293683 | 2007 PS33              | 12 août 2007          | LINEAR                   |
| 293684 | 2007 PU33              | 12 août 2007          | LINEAR                   |
| 293685 | 2007 PW33              | 10 août 2007          | Spacewatch               |
| 293686 | 2007 PA34              | 12 août 2007          | LINEAR                   |
| 293687 | 2007 PB34              | 12 août 2007          | LINEAR                   |
| 293688 | 2007 PS34              | 9 août 2007           | LINEAR                   |
| 293689 | 2007 PX34              | 9 août 2007           | Spacewatch               |
| 293690 | 2007 PB35              | 9 août 2007           | LINEAR                   |
| 293691 | 2007 PG35              | 9 août 2007           | LINEAR                   |
| 293692 | 2007 PB36              | 12 août 2007          | PMO NEO Survey Program   |
| 293693 | 2007 PW37              | 13 août 2007          | LINEAR                   |
| 293694 | 2007 PY38              | 12 août 2007          | Bickel, W.               |
| 293695 | 2007 PB39              | 14 août 2007          | Bickel, W.               |
| 293696 | 2007 PF39              | 15 août 2007          | OAM                      |
| 293697 | 2007 PJ40              | 13 août 2007          | LINEAR                   |
| 293698 | 2007 PK40              | 13 août 2007          | LINEAR                   |
| 293699 | 2007 PN42              | 14 août 2007          | OAM                      |
| 293700 | 2007 PP42              | 6 août 2007           | LINEAR                   |

### 293701-293800
| Nom                       | Désignation provisoire | Date de la découverte | Découvreur              |
| ------------------------- | ---------------------- | --------------------- | ----------------------- |
| 293701                    | 2007 PK43              | 10 août 2007          | Spacewatch              |
| 293702                    | 2007 PM45              | 11 août 2007          | Siding Spring Survey    |
| 293703                    | 2007 PL49              | 9 août 2007           | LINEAR                  |
| 293704                    | 2007 QG                | 16 août 2007          | BATTeRS                 |
| 293705                    | 2007 QK                | 16 août 2007          | Birtwhistle, P.         |
| 293706                    | 2007 QK1               | 19 août 2007          | BATTeRS                 |
| (293707) Govoradloanatoly | 2007 QT1               | 16 août 2007          | Andrushivka             |
| 293708                    | 2007 QW5               | 21 août 2007          | LONEOS                  |
| 293709                    | 2007 QG7               | 21 août 2007          | LONEOS                  |
| 293710                    | 2007 QG9               | 22 août 2007          | LINEAR                  |
| 293711                    | 2007 QK9               | 22 août 2007          | LINEAR                  |
| 293712                    | 2007 QM9               | 22 août 2007          | LINEAR                  |
| 293713                    | 2007 QH14              | 16 août 2007          | PMO NEO Survey Program  |
| 293714                    | 2007 QZ15              | 21 août 2007          | LONEOS                  |
| 293715                    | 2007 QN16              | 16 août 2007          | PMO NEO Survey Program  |
| 293716                    | 2007 QD17              | 22 août 2007          | LINEAR                  |
| 293717                    | 2007 QR17              | 24 août 2007          | Spacewatch              |
| 293718                    | 2007 RP                | 1er septembre 2007    | Sarneczky, K., Kiss, L. |
| 293719                    | 2007 RQ                | 1er septembre 2007    | Sarneczky, K., Kiss, L. |
| 293720                    | 2007 RX1               | 1er septembre 2007    | Sarneczky, K., Kiss, L. |
| 293721                    | 2007 RT4               | 3 septembre 2007      | CSS                     |
| 293722                    | 2007 RN5               | 3 septembre 2007      | OAM                     |
| 293723                    | 2007 RT13              | 11 septembre 2007     | Hug, G.                 |
| 293724                    | 2007 RJ15              | 12 septembre 2007     | Skillman, D.            |
| 293725                    | 2007 RS16              | 12 septembre 2007     | Tucker, R. A.           |
| 293726                    | 2007 RQ17              | 13 septembre 2007     | Mt. Lemmon Survey       |
| 293727                    | 2007 RZ17              | 12 septembre 2007     | BATTeRS                 |
| 293728                    | 2007 RT20              | 3 septembre 2007      | CSS                     |
| 293729                    | 2007 RU22              | 3 septembre 2007      | CSS                     |
| 293730                    | 2007 RV26              | 4 septembre 2007      | Mt. Lemmon Survey       |
| 293731                    | 2007 RJ27              | 4 septembre 2007      | Mt. Lemmon Survey       |
| 293732                    | 2007 RL28              | 4 septembre 2007      | CSS                     |
| 293733                    | 2007 RY29              | 5 septembre 2007      | Mt. Lemmon Survey       |
| 293734                    | 2007 RR30              | 5 septembre 2007      | CSS                     |
| 293735                    | 2007 RB32              | 5 septembre 2007      | CSS                     |
| 293736                    | 2007 RY33              | 5 septembre 2007      | Mt. Lemmon Survey       |
| 293737                    | 2007 RV36              | 8 septembre 2007      | LONEOS                  |
| 293738                    | 2007 RB37              | 8 septembre 2007      | LONEOS                  |
| 293739                    | 2007 RE37              | 8 septembre 2007      | LONEOS                  |
| 293740                    | 2007 RQ38              | 8 septembre 2007      | LONEOS                  |
| 293741                    | 2007 RE40              | 9 septembre 2007      | Spacewatch              |
| 293742                    | 2007 RB44              | 9 septembre 2007      | Spacewatch              |
| 293743                    | 2007 RL45              | 9 septembre 2007      | Spacewatch              |
| 293744                    | 2007 RP45              | 9 septembre 2007      | Spacewatch              |
| 293745                    | 2007 RM46              | 9 septembre 2007      | Spacewatch              |
| 293746                    | 2007 RQ49              | 9 septembre 2007      | Mt. Lemmon Survey       |
| 293747                    | 2007 RF52              | 9 septembre 2007      | Spacewatch              |
| 293748                    | 2007 RO54              | 9 septembre 2007      | Spacewatch              |
| 293749                    | 2007 RE56              | 9 septembre 2007      | Spacewatch              |
| 293750                    | 2007 RS57              | 9 septembre 2007      | Mt. Lemmon Survey       |
| 293751                    | 2007 RK58              | 9 septembre 2007      | Mt. Lemmon Survey       |
| 293752                    | 2007 RJ69              | 10 septembre 2007     | Spacewatch              |
| 293753                    | 2007 RA81              | 10 septembre 2007     | CSS                     |
| 293754                    | 2007 RR83              | 10 septembre 2007     | Mt. Lemmon Survey       |
| 293755                    | 2007 RU83              | 10 septembre 2007     | Mt. Lemmon Survey       |
| 293756                    | 2007 RN85              | 10 septembre 2007     | Mt. Lemmon Survey       |
| 293757                    | 2007 RS88              | 10 septembre 2007     | Mt. Lemmon Survey       |
| 293758                    | 2007 RY89              | 10 septembre 2007     | Mt. Lemmon Survey       |
| 293759                    | 2007 RX90              | 10 septembre 2007     | Mt. Lemmon Survey       |
| 293760                    | 2007 RJ91              | 10 septembre 2007     | Mt. Lemmon Survey       |
| 293761                    | 2007 RX91              | 10 septembre 2007     | Mt. Lemmon Survey       |
| 293762                    | 2007 RP92              | 10 septembre 2007     | Mt. Lemmon Survey       |
| 293763                    | 2007 RE95              | 10 septembre 2007     | Spacewatch              |
| 293764                    | 2007 RP95              | 10 septembre 2007     | Spacewatch              |
| 293765                    | 2007 RT95              | 10 septembre 2007     | Spacewatch              |
| 293766                    | 2007 RC96              | 10 septembre 2007     | Spacewatch              |
| 293767                    | 2007 RG96              | 10 septembre 2007     | Spacewatch              |
| 293768                    | 2007 RH97              | 10 septembre 2007     | Spacewatch              |
| 293769                    | 2007 RG98              | 10 septembre 2007     | Spacewatch              |
| 293770                    | 2007 RC103             | 11 septembre 2007     | CSS                     |
| 293771                    | 2007 RO103             | 11 septembre 2007     | CSS                     |
| 293772                    | 2007 RX103             | 11 septembre 2007     | CSS                     |
| 293773                    | 2007 RN104             | 11 septembre 2007     | Mt. Lemmon Survey       |
| 293774                    | 2007 RB110             | 11 septembre 2007     | Mt. Lemmon Survey       |
| 293775                    | 2007 RX111             | 11 septembre 2007     | Spacewatch              |
| 293776                    | 2007 RJ116             | 11 septembre 2007     | Spacewatch              |
| 293777                    | 2007 RR117             | 11 septembre 2007     | Spacewatch              |
| 293778                    | 2007 RA118             | 11 septembre 2007     | Spacewatch              |
| 293779                    | 2007 RU119             | 11 septembre 2007     | PMO NEO Survey Program  |
| 293780                    | 2007 RQ123             | 12 septembre 2007     | Mt. Lemmon Survey       |
| 293781                    | 2007 RA124             | 12 septembre 2007     | CSS                     |
| 293782                    | 2007 RY125             | 12 septembre 2007     | Mt. Lemmon Survey       |
| 293783                    | 2007 RA126             | 12 septembre 2007     | CSS                     |
| 293784                    | 2007 RY126             | 12 septembre 2007     | Mt. Lemmon Survey       |
| 293785                    | 2007 RF130             | 12 septembre 2007     | Mt. Lemmon Survey       |
| 293786                    | 2007 RZ131             | 12 septembre 2007     | Mt. Lemmon Survey       |
| 293787                    | 2007 RB134             | 11 septembre 2007     | PMO NEO Survey Program  |
| 293788                    | 2007 RN134             | 12 septembre 2007     | CSS                     |
| 293789                    | 2007 RK136             | 14 septembre 2007     | Mt. Lemmon Survey       |
| 293790                    | 2007 RM137             | 14 septembre 2007     | Mt. Lemmon Survey       |
| 293791                    | 2007 RJ139             | 7 septembre 2007      | LINEAR                  |
| 293792                    | 2007 RS139             | 13 septembre 2007     | LINEAR                  |
| 293793                    | 2007 RA140             | 13 septembre 2007     | LINEAR                  |
| 293794                    | 2007 RO140             | 13 septembre 2007     | LINEAR                  |
| 293795                    | 2007 RH141             | 13 septembre 2007     | LINEAR                  |
| 293796                    | 2007 RY141             | 13 septembre 2007     | LINEAR                  |
| 293797                    | 2007 RP142             | 13 septembre 2007     | LINEAR                  |
| 293798                    | 2007 RY143             | 14 septembre 2007     | LINEAR                  |
| 293799                    | 2007 RL146             | 15 septembre 2007     | LINEAR                  |
| 293800                    | 2007 RY147             | 11 septembre 2007     | PMO NEO Survey Program  |

### 293801-293900
| Nom                | Désignation provisoire | Date de la découverte | Découvreur             |
| ------------------ | ---------------------- | --------------------- | ---------------------- |
| 293801             | 2007 RG148             | 11 septembre 2007     | PMO NEO Survey Program |
| 293802             | 2007 RO148             | 12 septembre 2007     | CSS                    |
| 293803             | 2007 RU152             | 10 septembre 2007     | Spacewatch             |
| 293804             | 2007 RZ153             | 10 septembre 2007     | Spacewatch             |
| 293805             | 2007 RL154             | 10 septembre 2007     | CSS                    |
| 293806             | 2007 RO154             | 10 septembre 2007     | CSS                    |
| 293807             | 2007 RD159             | 12 septembre 2007     | Mt. Lemmon Survey      |
| 293808             | 2007 RK161             | 13 septembre 2007     | LONEOS                 |
| (293809) Zugspitze | 2007 RD162             | 15 septembre 2007     | Karge, S., Kling, R.   |
| 293810             | 2007 RN162             | 10 septembre 2007     | Spacewatch             |
| 293811             | 2007 RU163             | 10 septembre 2007     | Spacewatch             |
| 293812             | 2007 RJ164             | 10 septembre 2007     | Spacewatch             |
| 293813             | 2007 RO166             | 10 septembre 2007     | Spacewatch             |
| 293814             | 2007 RU167             | 10 septembre 2007     | Spacewatch             |
| 293815             | 2007 RN172             | 10 septembre 2007     | Spacewatch             |
| 293816             | 2007 RJ173             | 10 septembre 2007     | Spacewatch             |
| 293817             | 2007 RR174             | 10 septembre 2007     | Spacewatch             |
| 293818             | 2007 RT179             | 10 septembre 2007     | Mt. Lemmon Survey      |
| 293819             | 2007 RH180             | 11 septembre 2007     | CSS                    |
| 293820             | 2007 RF186             | 13 septembre 2007     | Spacewatch             |
| 293821             | 2007 RD188             | 8 septembre 2007      | Chante-Perdrix         |
| 293822             | 2007 RC191             | 11 septembre 2007     | Spacewatch             |
| 293823             | 2007 RY192             | 12 septembre 2007     | Spacewatch             |
| 293824             | 2007 RH194             | 12 septembre 2007     | Spacewatch             |
| 293825             | 2007 RH202             | 13 septembre 2007     | Spacewatch             |
| 293826             | 2007 RT203             | 13 septembre 2007     | Spacewatch             |
| 293827             | 2007 RW203             | 8 septembre 2007      | LONEOS                 |
| 293828             | 2007 RB204             | 9 septembre 2007      | Spacewatch             |
| 293829             | 2007 RC204             | 9 septembre 2007      | Spacewatch             |
| 293830             | 2007 RQ204             | 9 septembre 2007      | Spacewatch             |
| 293831             | 2007 RG205             | 9 septembre 2007      | Spacewatch             |
| 293832             | 2007 RT205             | 10 septembre 2007     | Spacewatch             |
| 293833             | 2007 RW205             | 10 septembre 2007     | Spacewatch             |
| 293834             | 2007 RM206             | 10 septembre 2007     | Spacewatch             |
| 293835             | 2007 RO206             | 10 septembre 2007     | Spacewatch             |
| 293836             | 2007 RQ206             | 10 septembre 2007     | Spacewatch             |
| 293837             | 2007 RW208             | 10 septembre 2007     | Spacewatch             |
| 293838             | 2007 RV210             | 11 septembre 2007     | Spacewatch             |
| 293839             | 2007 RD212             | 11 septembre 2007     | Spacewatch             |
| 293840             | 2007 RO213             | 12 septembre 2007     | Mt. Lemmon Survey      |
| 293841             | 2007 RO216             | 13 septembre 2007     | CSS                    |
| 293842             | 2007 RT216             | 13 septembre 2007     | CSS                    |
| 293843             | 2007 RZ216             | 13 septembre 2007     | LONEOS                 |
| 293844             | 2007 RF217             | 13 septembre 2007     | Mt. Lemmon Survey      |
| 293845             | 2007 RQ225             | 10 septembre 2007     | Spacewatch             |
| 293846             | 2007 RE227             | 10 septembre 2007     | Spacewatch             |
| 293847             | 2007 RD228             | 10 septembre 2007     | Mt. Lemmon Survey      |
| 293848             | 2007 RY228             | 11 septembre 2007     | Spacewatch             |
| 293849             | 2007 RA231             | 11 septembre 2007     | Spacewatch             |
| 293850             | 2007 RN233             | 12 septembre 2007     | CSS                    |
| 293851             | 2007 RX234             | 12 septembre 2007     | Mt. Lemmon Survey      |
| 293852             | 2007 RQ236             | 13 septembre 2007     | Mt. Lemmon Survey      |
| 293853             | 2007 RU236             | 13 septembre 2007     | Mt. Lemmon Survey      |
| 293854             | 2007 RU238             | 14 septembre 2007     | CSS                    |
| 293855             | 2007 RC239             | 14 septembre 2007     | LONEOS                 |
| 293856             | 2007 RY241             | 22 septembre 2003     | NEAT                   |
| 293857             | 2007 RN242             | 15 septembre 2007     | LINEAR                 |
| 293858             | 2007 RA243             | 15 septembre 2007     | LINEAR                 |
| 293859             | 2007 RG243             | 15 septembre 2007     | LINEAR                 |
| 293860             | 2007 RD244             | 15 septembre 2007     | LINEAR                 |
| 293861             | 2007 RN244             | 11 septembre 2007     | Spacewatch             |
| 293862             | 2007 RE245             | 11 septembre 2007     | Spacewatch             |
| 293863             | 2007 RR245             | 12 septembre 2007     | CSS                    |
| 293864             | 2007 RY246             | 12 septembre 2007     | CSS                    |
| 293865             | 2007 RM249             | 13 septembre 2007     | CSS                    |
| 293866             | 2007 RJ252             | 13 septembre 2007     | CSS                    |
| 293867             | 2007 RJ253             | 13 septembre 2007     | Mt. Lemmon Survey      |
| 293868             | 2007 RD259             | 14 septembre 2007     | Mt. Lemmon Survey      |
| 293869             | 2007 RL260             | 14 septembre 2007     | Mt. Lemmon Survey      |
| 293870             | 2007 RN260             | 14 septembre 2007     | Mt. Lemmon Survey      |
| 293871             | 2007 RV262             | 15 septembre 2007     | Spacewatch             |
| 293872             | 2007 RF265             | 15 septembre 2007     | Mt. Lemmon Survey      |
| 293873             | 2007 RG265             | 15 septembre 2007     | Mt. Lemmon Survey      |
| 293874             | 2007 RT267             | 15 septembre 2007     | Spacewatch             |
| 293875             | 2007 RZ270             | 15 septembre 2007     | Spacewatch             |
| 293876             | 2007 RM271             | 15 septembre 2007     | Mt. Lemmon Survey      |
| 293877             | 2007 RL272             | 15 septembre 2007     | Spacewatch             |
| (293878) Tapping   | 2007 RV274             | 9 septembre 2007      | Balam, D. D.           |
| 293879             | 2007 RA278             | 5 septembre 2007      | CSS                    |
| 293880             | 2007 RZ283             | 9 septembre 2007      | Mt. Lemmon Survey      |
| 293881             | 2007 RH285             | 13 septembre 2007     | Mt. Lemmon Survey      |
| 293882             | 2007 RP285             | 14 septembre 2007     | Mt. Lemmon Survey      |
| 293883             | 2007 RS285             | 14 septembre 2007     | Mt. Lemmon Survey      |
| 293884             | 2007 RT285             | 14 septembre 2007     | Mt. Lemmon Survey      |
| 293885             | 2007 RV285             | 14 septembre 2007     | Mt. Lemmon Survey      |
| 293886             | 2007 RR286             | 4 septembre 2007      | Mt. Lemmon Survey      |
| 293887             | 2007 RH290             | 10 septembre 2007     | Mt. Lemmon Survey      |
| 293888             | 2007 RR290             | 10 septembre 2007     | Mt. Lemmon Survey      |
| 293889             | 2007 RR292             | 12 septembre 2007     | Mt. Lemmon Survey      |
| 293890             | 2007 RK293             | 13 septembre 2007     | Mt. Lemmon Survey      |
| 293891             | 2007 RK294             | 13 septembre 2007     | Mt. Lemmon Survey      |
| 293892             | 2007 RO296             | 3 septembre 2007      | CSS                    |
| 293893             | 2007 RO297             | 11 septembre 2007     | Spacewatch             |
| 293894             | 2007 RU297             | 3 septembre 2007      | CSS                    |
| 293895             | 2007 RS298             | 10 septembre 2007     | Mt. Lemmon Survey      |
| 293896             | 2007 RH299             | 15 septembre 2007     | Spacewatch             |
| 293897             | 2007 RZ300             | 12 septembre 2007     | Mt. Lemmon Survey      |
| 293898             | 2007 RC301             | 12 septembre 2007     | Spacewatch             |
| 293899             | 2007 RR302             | 10 septembre 2007     | Spacewatch             |
| 293900             | 2007 RT302             | 12 septembre 2007     | CSS                    |

### 293901-294000
| Nom                 | Désignation provisoire | Date de la découverte | Découvreur                        |
| ------------------- | ---------------------- | --------------------- | --------------------------------- |
| 293901              | 2007 RX302             | 13 septembre 2007     | Mt. Lemmon Survey                 |
| 293902              | 2007 RG309             | 10 septembre 2007     | Spacewatch                        |
| 293903              | 2007 RB314             | 13 septembre 2007     | CSS                               |
| 293904              | 2007 RH314             | 14 septembre 2007     | Mt. Lemmon Survey                 |
| 293905              | 2007 RJ314             | 15 septembre 2007     | CSS                               |
| 293906              | 2007 RO317             | 10 septembre 2007     | Mt. Lemmon Survey                 |
| 293907              | 2007 RU317             | 13 septembre 2007     | CSS                               |
| 293908              | 2007 SP                | 18 septembre 2007     | Lowe, A.                          |
| (293909) Matterhorn | 2007 SS2               | 16 septembre 2007     | Karge, S., Kling, R.              |
| 293910              | 2007 SX4               | 18 septembre 2007     | LINEAR                            |
| 293911              | 2007 SK5               | 18 septembre 2007     | LINEAR                            |
| 293912              | 2007 SC6               | 21 septembre 2007     | LINEAR                            |
| 293913              | 2007 SP8               | 18 septembre 2007     | Spacewatch                        |
| 293914              | 2007 SH10              | 19 septembre 2007     | Spacewatch                        |
| 293915              | 2007 SK11              | 20 septembre 2007     | CSS                               |
| 293916              | 2007 SQ13              | 19 septembre 2007     | Spacewatch                        |
| 293917              | 2007 SU13              | 19 septembre 2007     | Spacewatch                        |
| 293918              | 2007 SL14              | 20 septembre 2007     | Spacewatch                        |
| 293919              | 2007 SP15              | 30 septembre 2007     | Spacewatch                        |
| 293920              | 2007 SE16              | 30 septembre 2007     | Spacewatch                        |
| 293921              | 2007 SL16              | 30 septembre 2007     | Spacewatch                        |
| 293922              | 2007 SR18              | 20 septembre 2007     | Spacewatch                        |
| 293923              | 2007 SR22              | 19 septembre 2007     | LINEAR                            |
| 293924              | 2007 SX22              | 21 septembre 2007     | LINEAR                            |
| 293925              | 2007 SF23              | 25 septembre 2007     | Mt. Lemmon Survey                 |
| (293926) Harrystine | 2007 TJ1               | 2 octobre 2007        | Astronomical Research Observatory |
| 293927              | 2007 TR1               | 4 octobre 2007        | Mt. Lemmon Survey                 |
| 293928              | 2007 TF2               | 4 octobre 2007        | Spacewatch                        |
| 293929              | 2007 TB4               | 6 octobre 2007        | Ferrando, R.                      |
| 293930              | 2007 TQ4               | 6 octobre 2007        | Yeung, W. K. Y.                   |
| 293931              | 2007 TU5               | 6 octobre 2007        | LINEAR                            |
| 293932              | 2007 TO6               | 6 octobre 2007        | Chante-Perdrix                    |
| 293933              | 2007 TX6               | 6 octobre 2007        | OAM                               |
| (293934) MPIA       | 2007 TM8               | 8 octobre 2007        | Hormuth, F.                       |
| 293935              | 2007 TL9               | 6 octobre 2007        | LINEAR                            |
| 293936              | 2007 TM11              | 6 octobre 2007        | LINEAR                            |
| 293937              | 2007 TG12              | 6 octobre 2007        | LINEAR                            |
| 293938              | 2007 TM12              | 6 octobre 2007        | LINEAR                            |
| 293939              | 2007 TT12              | 6 octobre 2007        | LINEAR                            |
| 293940              | 2007 TX12              | 6 octobre 2007        | LINEAR                            |
| 293941              | 2007 TU13              | 7 octobre 2007        | LINEAR                            |
| 293942              | 2007 TS15              | 4 octobre 2007        | Spacewatch                        |
| 293943              | 2007 TK16              | 8 octobre 2007        | Crni Vrh                          |
| 293944              | 2007 TQ18              | 9 octobre 2007        | Hug, G.                           |
| 293945              | 2007 TB20              | 6 octobre 2007        | LINEAR                            |
| 293946              | 2007 TE20              | 6 octobre 2007        | LINEAR                            |
| 293947              | 2007 TO23              | 10 octobre 2007       | Mt. Lemmon Survey                 |
| 293948              | 2007 TF24              | 7 octobre 2007        | CSS                               |
| 293949              | 2007 TG27              | 4 octobre 2007        | Spacewatch                        |
| 293950              | 2007 TU28              | 4 octobre 2007        | Spacewatch                        |
| 293951              | 2007 TX28              | 4 octobre 2007        | Spacewatch                        |
| 293952              | 2007 TX29              | 4 octobre 2007        | Spacewatch                        |
| 293953              | 2007 TR30              | 4 octobre 2007        | Spacewatch                        |
| 293954              | 2007 TG32              | 6 octobre 2007        | Spacewatch                        |
| 293955              | 2007 TM33              | 6 octobre 2007        | Spacewatch                        |
| 293956              | 2007 TL35              | 7 octobre 2007        | CSS                               |
| 293957              | 2007 TN35              | 7 octobre 2007        | CSS                               |
| 293958              | 2007 TS35              | 7 octobre 2007        | CSS                               |
| 293959              | 2007 TG40              | 6 octobre 2007        | Spacewatch                        |
| 293960              | 2007 TN41              | 6 octobre 2007        | Spacewatch                        |
| 293961              | 2007 TR41              | 6 octobre 2007        | Spacewatch                        |
| 293962              | 2007 TY43              | 7 octobre 2007        | Mt. Lemmon Survey                 |
| 293963              | 2007 TC44              | 7 octobre 2007        | Spacewatch                        |
| 293964              | 2007 TV44              | 7 octobre 2007        | CSS                               |
| 293965              | 2007 TG45              | 7 octobre 2007        | CSS                               |
| 293966              | 2007 TT45              | 7 octobre 2007        | CSS                               |
| 293967              | 2007 TU45              | 7 octobre 2007        | CSS                               |
| 293968              | 2007 TD51              | 4 octobre 2007        | Spacewatch                        |
| 293969              | 2007 TV51              | 4 octobre 2007        | Spacewatch                        |
| 293970              | 2007 TC52              | 4 octobre 2007        | Spacewatch                        |
| 293971              | 2007 TB53              | 4 octobre 2007        | Spacewatch                        |
| 293972              | 2007 TJ53              | 4 octobre 2007        | Spacewatch                        |
| 293973              | 2007 TB54              | 4 octobre 2007        | Spacewatch                        |
| 293974              | 2007 TH55              | 4 octobre 2007        | Spacewatch                        |
| 293975              | 2007 TH57              | 4 octobre 2007        | Spacewatch                        |
| 293976              | 2007 TS57              | 4 octobre 2007        | Spacewatch                        |
| 293977              | 2007 TX58              | 5 octobre 2007        | Spacewatch                        |
| 293978              | 2007 TD59              | 5 octobre 2007        | Spacewatch                        |
| 293979              | 2007 TY60              | 6 octobre 2007        | Spacewatch                        |
| 293980              | 2007 TC63              | 7 octobre 2007        | Mt. Lemmon Survey                 |
| 293981              | 2007 TL63              | 7 octobre 2007        | Mt. Lemmon Survey                 |
| 293982              | 2007 TB64              | 7 octobre 2007        | Mt. Lemmon Survey                 |
| 293983              | 2007 TG66              | 6 octobre 2007        | BATTeRS                           |
| 293984              | 2007 TC67              | 12 octobre 2007       | Chante-Perdrix                    |
| (293985) Franquin   | 2007 TF69              | 13 octobre 2007       | Christophe, B.                    |
| 293986              | 2007 TG69              | 13 octobre 2007       | Ries, W.                          |
| 293987              | 2007 TF70              | 10 octobre 2007       | Mt. Lemmon Survey                 |
| 293988              | 2007 TX73              | 13 octobre 2007       | Yeung, W. K. Y.                   |
| 293989              | 2007 TT74              | 15 octobre 2007       | BATTeRS                           |
| 293990              | 2007 TZ74              | 15 octobre 2007       | BATTeRS                           |
| 293991              | 2007 TM78              | 5 octobre 2007        | Spacewatch                        |
| 293992              | 2007 TT78              | 5 octobre 2007        | Spacewatch                        |
| 293993              | 2007 TK79              | 5 octobre 2007        | Spacewatch                        |
| 293994              | 2007 TX79              | 7 octobre 2007        | Mt. Lemmon Survey                 |
| 293995              | 2007 TT80              | 7 octobre 2007        | Mt. Lemmon Survey                 |
| 293996              | 2007 TU81              | 7 octobre 2007        | CSS                               |
| 293997              | 2007 TY83              | 8 octobre 2007        | CSS                               |
| 293998              | 2007 TB84              | 8 octobre 2007        | Spacewatch                        |
| 293999              | 2007 TE84              | 8 octobre 2007        | CSS                               |
| 294000              | 2007 TH87              | 8 octobre 2007        | Mt. Lemmon Survey                 |

## Sources
- (en) Base de données du Centre des planètes mineures